# 飛行器的執行週期
《飛行器的執行週期》（英語：The Silent Star Stone）是中國歌手郭頂的專輯，由環球音樂於2016年11月29日發行。郭頂在2009年《微微》發行後陷入迷惘，他認為自己沒有能力將專輯製作得更好，因而選擇退居幕後學習。受到科幻電影的影響，他以想像力、探索及時間軸為新專輯概念，專輯製作約歷時兩年。歌曲在作曲上較為即興，歌詞則較不重口號性及邏輯性，藉此讓歌曲更有想像力。
專輯發行後，樂評在風格及題材元素給予普遍好評，但對於郭頂的歌曲詮釋方式則褒貶不一。專輯亦在第28屆金曲獎獲6項提名。

## 背景與概念
郭頂在2009年前作《微微》發行後陷入迷惘，他認為自己沒有能力將專輯製作的更好，因而選擇退居幕後「找自我」以及學習詞曲製作，七年間除了寫自己的作品，也為周筆暢、薛之謙等歌手製作歌曲，這段幕後經歷讓他體悟音樂創作必須「跟隨自己內心才能快樂」，最終完成這張「放飛了自我」的專輯。專輯製作過程中，郭頂廣泛接觸了具想像力的作品，包括科幻電影《星際效應》，以及講述未來人類與人工智能相戀故事的，他表示電影這種綜合視覺、音樂、技術及人類情感的創作形式帶給他啟發，讓他想製作一張近似於此的專輯。
相較先前專輯多描寫日常，新專輯以想像力、探索及時間軸為概念，自開頭〈淒美地〉到最後一首〈下次再進站〉完成完整「週期」故事，描寫主題包含社會關懷及人類極端情感等多方嘗試，郭頂希望「每個人聽到歌曲後會投射自己心裡的想像」。專輯名稱「飛行器的執行週期」概念則來自科幻小說家特德·姜《軟體物件的生命週期》書名。英文名「The Silent Star Stone」意為「寂靜星石」，是收錄曲〈保留〉的其中一句歌詞；專輯封套特別將英文名稱中的「H、E、R、E」4字使用不同顏色印刷點出，意指「有個『在這裡』的人，在把訊息傳給每個可能聽到他的人」。

## 錄製與發行
專輯概念成形後，郭頂放棄原先寫好的風格迥異歌曲，轉而「探索他的宇宙」，他深受披頭四樂團和藍調喝採的作品影響，在這張專輯中嘗試1960、1970年代的音樂風格。郭頂稱這是張「非正確」的專輯，作曲較為即興，且不特別使用具口號性的歌詞，詞與詞之間的邏輯也較為跳躍，藉此讓歌曲更有想像；歌曲錄音方面，他使用收集來的舊設備進行現場同步收音，保留產生的粗糙音效，同時減少後製機械修正，讓歌曲以較為粗糙而原始的方式呈現。為配合專輯整體風格郭頂調整了唱腔，改以「冷峻、沙啞的方式」詮釋歌曲。
費時約兩年時間製作，2016年郭頂帶著完成的專輯母帶，與環球唱片簽訂唱片合約，同年10月21日專輯首支單曲〈淒美地〉發行。第二支主打單曲〈水星記〉於2016年11月16日在電台Music Radio與城市廣播網首播，11月18日發行。專輯於11月29日正式發行，次日與12月1日郭頂分別出席中央人民廣播電台都市之聲及北京音樂台直播節目進行專輯宣傳。12月7日，在北京舉行影音創作分享會。黑膠唱片於2018年6月23日發行，其中收錄的歌曲未經處理，近似於錄製的原始版本。原先郭頂希望黑膠唱片能與CD同時發行，但因時間不足而製作未達他的期望而推遲。

## 歌曲
在〈淒美地〉創作時，霧霾嚴重、呼吸困難以致郭頂對於生存「產生了一些質疑」，藉以歌曲表達儘管有目標，然而前途路漫漫，或許永無抵達可能的「悲壯情緒」。歌曲設定為專輯中第一首歌曲，因郭頂認為它適合「作為一個故事的開篇」；歌詞風格介於詩歌與白話之間，他稱是「白話文詩歌」。立場新聞編輯認為編曲上「突出了鼓的力道，像推你（聽者）不斷地前進」。第三首歌曲〈把你的外套留在深巷〉是描寫如何與自我的孤獨相處，郭頂稱這首「些許偏執」的歌曲展現他「從音樂出發點」的理念，是他在專輯中最喜歡的歌曲。
第四首〈想著你〉歌詞表達即使會分離，仍然相信會再次相遇的思念之情。第五首〈水星記〉以八大行星中距離太陽最近的水星遵循固有軌跡，比喻人與人之間忽近忽遠的關係，郭頂「猜測水星是不是特別迷戀太陽，不然幹嘛靠它那麼緊，用那種方式折磨自己」，藉以表達「有時心的距離特別可怕」，他稱這首歌曲並不是情歌，而是當自己向著某人或某地靠近時，「面對自己特別渺小（......）的私密情緒」；歌曲在製作時，使用了一種具「宇宙感」的合成器。
第六首〈在雲端〉是首摩城式靈魂樂混合藍調風格歌曲。第八首歌曲〈每個眼神都隻身荒野〉在風格上以節奏藍調為基底，結合復古英倫輕搖滾。第九首歌曲〈有什麼奇怪〉則傳達每個人都是擁有自己運行軌道的個體，不須在意旁人眼光的概念，風格融入了放克與迪斯科。尾曲〈下次再進站〉描寫前往未知時內心的感受，是首節奏藍調風格歌曲。

## 音樂錄影帶
〈水星記〉音樂錄影帶由黃婕妤執導，劇情描述在未來科技中，一對母女與人工智能生活的故事。郭頂最初的畫面構想是縮小了自己，在「微觀」的視角中觀察這個世界，不過為了與黃婕妤完成共同創作，他最終並未單方面提供概念，而是依黃婕妤對歌曲的解讀來創作。延續〈水星記〉故事的音樂影片《做個夢給你》則於2017年4月11日公開。
〈把你的外套留在深巷〉由陳霈芙執導，該片入選2017年柏林時尚影展（Berlin Fashion Film Festival）。劇情影片《在這 淒美地》由吳仲倫執導，講述盲眼少年在夢境中，找尋心中目標的故事。

## 反響

### 媒體評論
《星洲日報》編輯月貝凡認為專輯「深受西洋音樂文化的熏陶和影響，卻仍不失其濃烈的個人特色」。《GQ》編輯Eric Hung形容專輯「如同封面色調，明顯感受到一股冰冷的金屬氛圍，但從郭頂的歌聲又能感受明顯溫度」。中時電子報則認為專輯風格包含搖滾、謠曲、節奏藍調與放克，專輯整體的「概念與執行力非常完整」。
關鍵評論網的DJ Ken Lin認為郭頂的詮釋「不特別炫技，保有最初的真誠感」，他形容這是張揉合藍調、鄉村音樂以及太空飄渺元素「極為浪漫的一張專輯」。立場新聞編輯田中小百合則有不同觀點，他認為專輯以科幻概念為題，在故事與執行上「仍差一道火候」，詮釋方式上「較為地造作」，但他同時指出在現今以分工制為主的流行樂壇中，郭頂獨自主導整張專輯製作擁有「能夠被平衡、調和得好」的優勢，更稱「對編曲的重視」令專輯「馬上被提升」。
搜狐音樂的朱爾摩斯讚揚專輯「不再執著於表達男女之愛」的與眾不同。《南方都市報》將專輯選為2016年十大華語專輯第7名，編輯小樹讚賞專輯「詩意與聲響氣氛緊貼」。

### 榮譽
| 典禮               | 頒獎日期       | 獎項                       | 提名項目                                                 | 結果 | 參            |
| ------------------ | -------------- | -------------------------- | -------------------------------------------------------- | ---- | ------------- |
| 流行音樂全金榜     | 2017年5月7日   | 年度最受歡迎創作男歌手     | 郭頂                                                     | 提名 | [ 29 ]        |
| 流行音樂全金榜     | 2017年5月7日   | 年度最受歡迎專輯           | 郭頂《飛行器的執行週期》                                 | 提名 | [ 29 ]        |
| 流行音樂全金榜     | 2017年5月7日   | 年度傳媒推薦製作人         | 郭頂                                                     | 獲獎 | [ 30 ]        |
| 流行音樂全金榜     | 2017年5月7日   | MusicRadio音樂之聲推薦歌手 | 郭頂                                                     | 獲獎 | [ 30 ]        |
| Hito流行音樂獎     | 2017年6月4日   | 愛奇藝人氣大獎             | 郭頂《飛行器的執行週期》                                 | 獲獎 | [ 31 ]        |
| 中華音樂人交流協會 | 2017年6月22日  | 年度十大專輯               | 郭頂《飛行器的執行週期》                                 | 入选 | [ 32 ]        |
| 中華音樂人交流協會 | 2017年6月22日  | 年度十大單曲               | 郭頂〈淒美地〉                                           | 入选 | [ 32 ]        |
| 金曲獎             | 2017年6月24日  | 年度專輯獎                 | 郭頂《飛行器的執行週期》                                 | 提名 | [ 33 ]        |
| 金曲獎             | 2017年6月24日  | 最佳國語專輯獎             | 郭頂《飛行器的執行週期》                                 | 提名 | [ 33 ]        |
| 金曲獎             | 2017年6月24日  | 最佳作曲人獎               | 郭頂〈淒美地〉                                           | 提名 | [ 33 ]        |
| 金曲獎             | 2017年6月24日  | 最佳作詞人獎               | 郭頂〈淒美地〉                                           | 提名 | [ 33 ]        |
| 金曲獎             | 2017年6月24日  | 最佳國語男歌手獎           | 郭頂                                                     | 提名 | [ 33 ]        |
| 金曲獎             | 2017年6月24日  | 最佳音樂錄影帶獎           | 黃婕妤〈水星記〉                                         | 提名 | [ 33 ]        |
| 金音創作獎         | 2017年10月28日 | 海外創作音樂獎             | 郭頂《飛行器的執行週期》                                 | 提名 | [ 34 ]        |
| 華語音樂傳媒大獎   | 2018年6月30日  | 年度國語專輯               | 郭頂《飛行器的執行週期》                                 | 獲獎 | [ 35 ] [ 36 ] |
| 華語音樂傳媒大獎   | 2018年6月30日  | 年度國語男歌手             | 郭頂                                                     | 提名 | [ 35 ] [ 36 ] |
| 華語音樂傳媒大獎   | 2018年6月30日  | 年度國語歌曲               | 郭頂〈水星記〉                                           | 提名 | [ 35 ] [ 36 ] |
| 華語音樂傳媒大獎   | 2018年6月30日  | 年度作曲人                 | 郭頂〈水星記〉                                           | 提名 | [ 35 ] [ 36 ] |
| 華語音樂傳媒大獎   | 2018年6月30日  | 年度製作人                 | 郭頂《飛行器的執行週期》                                 | 提名 | [ 35 ] [ 36 ] |
| 華語音樂傳媒大獎   | 2018年6月30日  | 年度錄音                   | 郭頂、盧楠（錄音）；盧楠（混音）； 格雷格·卡爾比（母帶） | 提名 | [ 35 ] [ 36 ] |

## 曲目
| 《飛行器的執行週期》 | 《飛行器的執行週期》                  | 《飛行器的執行週期》 |
| 曲序                 | 曲目                                  | 时长                 |
| -------------------- | ------------------------------------- | -------------------- |
| 1.                   | 淒美地 The Fog Space                  | 4:10                 |
| 2.                   | 落地之前 Fallen Man                   | 3:54                 |
| 3.                   | 把你的外套留在深巷 Put Your Face Down | 3:21                 |
| 4.                   | 想著你 About You                      | 4:15                 |
| 5.                   | 水星記 Mercury Records                | 5:25                 |
| 6.                   | 在雲端 Rain Falls                     | 4:04                 |
| 7.                   | 保留 Deleting                         | 4:30                 |
| 8.                   | 每個眼神都隻身荒野 Twist The Wildfire | 3:25                 |
| 9.                   | 有什麼奇怪 Original Human             | 3:42                 |
| 10.                  | 下次再進站 Back to Blue               | 4:05                 |
| 总时长：             | 总时长：                              | 40:55                |

| 黑膠唱片額外曲目 | 黑膠唱片額外曲目 | 黑膠唱片額外曲目            | 黑膠唱片額外曲目 |
| 曲序             | 曲目             | 备注                        | 时长             |
| ---------------- | ---------------- | --------------------------- | ---------------- |
| 11.              | 不明下落         | 曾於2017年9月22日以單曲發行 | 4:13             |
| 总时长：         | 总时长：         | 总时长：                    | 44:08            |

## 製作名單
製作名單來自唱片內頁說明文字。
- 郭頂－和聲編寫、銅管編寫（曲目9）、錄音、吉他、鋼琴、合成器、電子鋼琴、風琴、打擊樂器
- Hayato－鼓、鈴鼓
- 張夢斌－貝斯
- 陳迪－銅管編寫（曲目9）
- 楊明－銅管編寫（曲目9）、長號
- 宋涞－小號
- 劉曉光－薩克斯風
- 周坤－吉他（曲目8、9、10）
- 盧楠－錄音
- 羅灝夫－錄音協助
- 郭一霏－錄音協助
- 盧楠－混音
- 格雷格·卡爾比（英语：Greg Calbi）－母帶工程（英语：Audio mastering）
- 劉暢－平面及包裝設計

## 發行歷史
| 地區      | 日期           | 形式        | 廠牌     | 來源         |
| --------- | -------------- | ----------- | -------- | ------------ |
| 中國 臺灣 | 2016年11月29日 | CD 數碼下載 | 環球音樂 | [ 8 ] [ 37 ] |
| 中國 臺灣 | 2018年6月23日  | 黑膠唱片    | 環球音樂 | [ 11 ]       |

## 引用來源
1. 1 2 3 4 5 6 7  倪雪莹; 杨畅. . 《新京報》. 2017-06-26  [2018-10-16]. （原始内容存档于2018-10-16）. （页面存档备份，存于）
2. 1 2 3  dato. . KKBOX. 2017-06-23  [2018-10-17]. （原始内容存档于2021-05-19）. （页面存档备份，存于）
3. 1 2 3  林怡妘. . 新浪. 新浪新聞. 2017-06-20  [2018-10-16]. （原始内容存档于2018-10-16）. （页面存档备份，存于）
4. 1 2 3 4 5  丁慧峰. . 搜狐. 2017-03-01  [2018-10-18]. （原始内容存档于2018-10-18）. （页面存档备份，存于）
5. ↑  . 酷狗音樂. 2016-10-21  [2018-10-20]. （原始内容存档于2018-10-20）. （页面存档备份，存于）
6. ↑  . 搜狐. 2016-11-17  [2018-10-18]. （原始内容存档于2018-10-18）. （页面存档备份，存于）
7. ↑  . 酷我音樂. 2016-11-18  [2018-10-22]. （原始内容存档于2018-10-22）. （页面存档备份，存于）
8. 1 2 3  . 博客來.   [2018-10-17]. （原始内容存档于2018-03-07）. （页面存档备份，存于）
9. ↑  搜狐音乐. . 搜狐. 2016-12-02  [2018-10-19]. （原始内容存档于2018-10-19）. （页面存档备份，存于）
10. ↑  shaun. . 中國《告示牌》. 2016-12-20  [2018-10-18]. （原始内容存档于2018-10-18）. （页面存档备份，存于）
11. 1 2  麻乐. . 《南方都市報》. 2018-07-02  [2018-10-18]. （原始内容存档于2018-10-18）. （页面存档备份，存于）
12. ↑  大发. . 新浪. 2016-12-30  [2018-10-20]. （原始内容存档于2018-10-20）. （页面存档备份，存于）
13. 1 2  田中小百合. . 立場新聞. 2017-06-01  [2018-10-16]. （原始内容存档于2018-10-16）. （页面存档备份，存于）
14. ↑  麻乐. . 《南方都市報》. 2017-06-15  [2018-10-18]. （原始内容存档于2018-10-18）. （页面存档备份，存于）
15. ↑  謝濬如. . 樂手巢. 2017-05-22  [2018-10-16]. （原始内容存档于2018-10-16）. （页面存档备份，存于）
16. 1 2  傅云鹏. . 中國經濟網. 《經濟日報》. 2016-11-15  [2018-10-20]. （原始内容存档于2017-09-26）. （页面存档备份，存于）
17. 1 2 3  Eric Hung. . GQ瀟灑男人網. 《GQ》. 2017-01-24  [2018-10-19]. （原始内容存档于2017-07-12）. （页面存档备份，存于）
18. ↑  唐千雅. . 《鏡週刊》. 2017-07-21  [2018-10-16]. （原始内容存档于2018-10-16）. （页面存档备份，存于）
19. 1 2 3 4  月貝凡. . 《星洲日報》 (馬來西亞). 2017-04-16.
20. ↑  . 搜狐. 2017-07-04  [2018-10-16]. （原始内容存档于2018-10-18）. （页面存档备份，存于）
21. ↑  .  與馬世芳的访谈. 台灣全民廣播電台. 2017-04-18.
22. 1 2 3  . 搜狐. 2017-04-11  [2018-10-18]. （原始内容存档于2018-10-18）. （页面存档备份，存于）
23. ↑  . 新浪. 2017-05-08  [2018-10-17]. （原始内容存档于2018-10-18）. （页面存档备份，存于）
24. ↑  . 央視網. 2017-05-08  [2018-10-18]. （原始内容存档于2018-10-18）. （页面存档备份，存于）
25. ↑  尤嬿妮; 楊宗翰; 黃保慧. . 中時電子報. 2017-06-13  [2018-10-18]. （原始内容存档于2018-10-18）. （页面存档备份，存于）
26. ↑  DJ Ken Lin大叔. . 關鍵評論網. 2017-06-23  [2018-10-17]. （原始内容存档于2018-10-16）. （页面存档备份，存于）
27. ↑  朱尔摩斯. . 搜狐. 2017-05-26  [2018-10-19]. （原始内容存档于2018-10-19）. （页面存档备份，存于）
28. ↑  . 《南方都市報》. 2017-01-05  [2018-10-18]. （原始内容存档于2018-10-18） （英语）. （页面存档备份，存于）
29. ↑  廖慧娟. . 中時電子報. 2017-03-01  [2018-10-18]. （原始内容存档于2018-10-18）. （页面存档备份，存于）
30. ↑  . 中國日報網. 《中國日報》. 2017-05-09  [2018-10-18]. （原始内容存档于2021-02-20）. （页面存档备份，存于）
31. ↑  . 今日新聞. 2017-06-04  [2018-10-17]. （原始内容存档于2018-02-03）. （页面存档备份，存于）
32. ↑  Eric. . GQ瀟灑男人網. 《瀟灑》. 2017-06-23  [2018-10-19]. （原始内容存档于2018-10-19）. （页面存档备份，存于）
33. ↑  . 文化部影視及流行音樂產業局. 2017-05-16  [2018-10-18]. （原始内容存档于2018-02-20）. （页面存档备份，存于）
34. ↑  . 文化部影視及流行音樂產業局.   [2018-10-19]. （原始内容存档于2017-11-08）. （页面存档备份，存于）
35. ↑  钱恋水. . 《澎湃新聞》. 2018-06-29  [2018-10-18]. （原始内容存档于2018-10-18）. （页面存档备份，存于）
36. ↑  钱恋水. . 《澎湃新聞》. 2018-07-01  [2018-10-18]. （原始内容存档于2018-10-18）. （页面存档备份，存于）
37. 1 2  . Apple Music. Apple Inc. 2016-11-25  [2018-10-17]. （原始内容存档于2018-11-12）. （页面存档备份，存于）
38. ↑  傅云鹏. . 中國經濟網. 《經濟日報》. 2018-06-21  [2018-10-17]. （原始内容存档于2018-10-17）. （页面存档备份，存于）
39. ↑  . Apple Music. Apple Inc. 2017-09-22  [2018-10-17]. （原始内容存档于2018-11-12）. （页面存档备份，存于）
40. ↑   (CD liner). 郭頂. 環球唱片. 2016. 5720574.